# Hofanlage Beckstraße 27
Die Hofanlage Beckstraße 27 in der niedersächsischen Stadt Osterholz-Scharmbeck im Landkreis Osterholz stammt aus der Mitte des 19. Jahrhunderts. Aktuell (2025) wird sie zum Wohnen genutzt.
Die Gebäude stehen unter Denkmalschutz (siehe auch Liste der Baudenkmale in Osterholz-Scharmbeck).

## Geschichte und Beschreibung
Die kleine Hofanlage südlich des Ritterguts Sandbeck besteht aus
- dem eingeschossigen giebelständigen Wohn- und Wirtschaftsgebäude als Zweiständer-Hallenhaus von um 1673 (Inschrift) in Fachwerk mit Steinausfachungen, mit reetgedecktem Krüppelwalmdach mit Uhlenloch und der Grooten Door mit geradem Abschluss, dass für des Landstraßenaufseher Brüns gebaut wurde; der Wirtschaftsgiebel kragt auf geschnitzten Konsolen kräftig vor, hier mit geschweiften Fußwinkelhölzern; der hintere Wohngiebel wurde später massiv erneuert,[2]
- dem traufständigen Stall vom Ende des 19. Jahrhunderts als Wandständerbau in Fachwerk mit Steinausfachungen und ziegelgedecktem Satteldach.[3]

Das Landesdenkmalamt befand u. a.: „… typisches Hallenhaus des 17. Jahrhunderts in Zweiständerkonstruktion …“